# Massacre (americká hudební skupina)
Massacre je americká deathmetalová kapela, která se zformovala v roce 1984 ve floridské Tampě. Zakládajícími členy byli Allen West, Bill Andrews, Rick Rozz a Terry Butler, posléze se přidal zpěvák Kam Lee.
Členové kapely jistou dobu spolupracovali s Chuckem Schuldinerem, frontmanem kultovní skupiny Death.
V roce 1986 vyšlo první demo Aggressive Tyrant, debutní studiové album s názvem From Beyond vyšlo až v roce 1991 (kapela byla chvíli neaktivní kvůli spolupráci s Death).

## Diskografie

### Dema
- Aggressive Tyrant (1986)
- Official Livetape (1986)
- Chamber of Ages (1986)
- The Second Coming (1990)

### Studiová alba
- From Beyond (1991)
- Promise (1996)
- Back from Beyond (2014)

### EP
- Inhuman Condition (1992)
- Condemned to the Shadows (2012)

### Singly
- Provoked Accurser (1991)

### Kompilace
- Tyrants of Death (2006)